# Kenya Independent Movement
Kenya Independent Movement (KIM) var ett politiskt parti i Kenya, bildat i augusti 1959 av Tom Mboya, Oginga Odinga och Kiano.
Året därpå gick KIM samman med Kenya African Union och People's Congress Party och bildade Kenyan African National Union (KANU).